# Colinus
A Colinus a madarak osztályának tyúkalakúak (Galliformes) rendjébe és a fogasfürjfélék (Odontophoridae) családjába tartozó nem.

## Rendszerezés
A nembe az alábbi 4 faj tartozik:
- virginiai fogasfürj (Colinus virginianus)
- feketetorkú fogasfürj (Colinus nigrogularis)
- Colinus leucopogon
- Colinus cristatus